# Версаль (Пенсільванія)
Версаль (англ. Versailles) — місто (англ. borough) в США, в окрузі Аллегені штату Пенсільванія. Населення — 1476 осіб (2020).

## Географія
Версаль розташований за координатами 40°19′5″ пн. ш. 79°49′51″ зх. д. / 40.31806° пн. ш. 79.83083° зх. д. (40.318171, -79.830809).  За даними Бюро перепису населення США в 2010 році місто мало площу 1,39 км², з яких 1,26 км² — суходіл та 0,13 км² — водойми.

## Демографія
Згідно з переписом 2010 року, у селищі мешкало 1515 осіб у 769 домогосподарствах у складі 378 родин. Густота населення становила 1090 осіб/км².  Було 866 помешкань (623/км²).
Расовий склад населення:
| - 90,8 % — білих - 6,2 % — чорних або афроамериканців - 0,7 % — азіатів - 0,1 % — корінних американців |

До двох чи більше рас належало 2,1 %. Частка іспаномовних становила 1,0 % від усіх жителів.
За віковим діапазоном населення розподілялося таким чином: 16,0 % — особи молодші 18 років, 59,8 % — особи у віці 18—64 років, 24,2 % — особи у віці 65 років та старші. Медіана віку мешканця становила 47,9 року. На 100 осіб жіночої статі у селищі припадало 84,5 чоловіків;  на 100 жінок у віці від 18 років та старших — 83,3 чоловіків також старших 18 років.
Середній дохід на одне домашнє господарство  становив 45 367 доларів США (медіана — 30 050), а середній дохід на одну сім'ю — 55 133 долари (медіана — 45 625). Медіана доходів становила 46 938 доларів для чоловіків та 31 979 доларів для жінок. За межею бідності перебувало 18,3 % осіб, у тому числі 35,8 % дітей у віці до 18 років та 10,0 % осіб у віці 65 років та старших.
Цивільне працевлаштоване населення становило 713 осіб. Основні галузі зайнятості: освіта, охорона здоров'я та соціальна допомога — 30,3 %, роздрібна торгівля — 14,2 %, мистецтво, розваги та відпочинок — 12,8 %.